# Lieusaint (Manche)
Lieusaint – miejscowość i gmina we Francji, w regionie Normandia, w departamencie Manche.
Według danych na rok 1990 gminę zamieszkiwało 345 osób, a gęstość zaludnienia wynosiła 66 osób/km² (wśród 1815 gmin Dolnej Normandii Lieusaint plasuje się na 554. miejscu pod względem liczby ludności, natomiast pod względem powierzchni na miejscu 866.).